# 주머니날개박쥐속
주머니날개박쥐속(Saccopteryx)은 대꼬리박쥐과에 속하는 박쥐 속의 하나로 5종으로 이루어져 있다. 중앙아메리카와 남아메리카에서 발견된다.

## 특징
작은 박쥐로 몸길이는 35~52mm이고 전완장은 35~51mm이다. 꼬리 길이는 12~20mm이고 몸무게는 최대 11g이다. 몸의 털은 짙은 회색부터 거무스레한 색까지 다양하고 등 쪽은 밝은 세로 줄무늬가 나타난다. 단, 안티오키아주머니날개박쥐와 아마존주머니날개박쥐는 희미하거나 보이지 않는다.

## 분포
중앙아메리카와 남아메리카에 널리 분포한다.

## 하위 종
- 안티오키아주머니날개박쥐 (S. antioquensis)
- 큰주머니날개박쥐 (S. bilineata)
- 숲주머니날개박쥐 (S. canescens)
- 아마존주머니날개박쥐 (S. gymnura)
- 작은주머니날개박쥐 (S. leptura)